# Jean Lerolle
Pour les articles homonymes, voir Lerolle.
Jean Lerolle est un homme politique français né le 12 mai 1873 à Paris 7e, où il est mort le 25 février 1962.

## Biographie

### Famille
Jean Lerolle est le premier enfant de Paul Lerolle et de Marie-Caroline Delacommune. Il passe son enfance dans le petit immeuble familial sis 10, avenue de Villars, dans le 7e arrondissement de Paris, qu'il réintégrera à la mort de son père.
Le 19 octobre 1901, il épouse Denise Étiennette Chausson, musicienne, fille du compositeur Ernest Chausson, proche ami et beau-frère de son oncle paternel Henry Lerolle, artiste peintre. Le couple s'installe en 1904 au 16, avenue Bosquet, 7e arrondissement. Il n'aura pas d'enfant.

### Formation
Jean Lerolle est élève au Collège Stanislas (Paris) où il fait sa première communion vers 1884, en compagnie de Marc Sangnier, son condisciple du même âge et grand ami pendant vingt ans.
À partir de novembre 1891, il suit des études de droit à l'Institut catholique de Paris (ICP), est licencié en 1894 puis docteur en droit en 1898 avec sa thèse La Capacité de la femme mariée, étude critique, pour laquelle il obtient la mention « très bien ». Avocat inscrit au barreau de Paris en 1897, il est 4e secrétaire de la conférence du stage des avocats du barreau de Paris à la cour d'appel en 1901-1902 et obtient le prix Liouville en 1902. Il devient l'un des secrétaires de Léon Devin, avocat défenseur des intérêts catholiques.

### Premiers contacts avec des catholiques sociaux

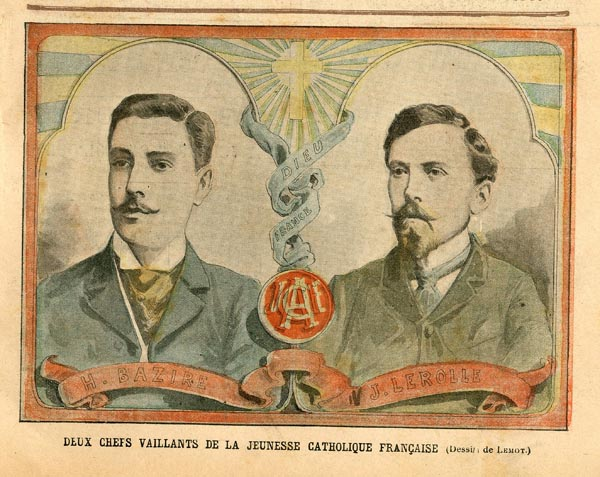
Henri Bazire et Jean Lerolle.

Par l'intermédiaire d'un ancien professeur de l'ICP, Jean Lerolle est appelé en 1891 par le Syndicat des employés du commerce et de l'industrie (SECI), premier syndicat catholique, pour animer sa nouvelle commission d'études. Il y forme aux questions économiques et sociales une génération de dirigeants syndicaux, jusqu'en 1911. Il y rencontre notamment Jules Zirnheld, avec lequel il poursuit des relations jusqu'à la mort de celui-ci en 1940 ; ainsi que Gaston Tessier, avec lequel il entretiendra de fortes relations dans les milieux catholiques sociaux et démocrates chrétiens (via le journal L'Âme française, notamment).
Pendant ses années d'études à l'ICP, Jean Lerolle fréquente la Conférence Olivaint où il fait la connaissance d'Henri Bazire et de Joseph Zamanski, futurs avocats comme lui et ses plus proches compagnons à l'Association catholique de la jeunesse française (ACJF). Il est invité avec Marc Sangnier et George Fonsegrive aux « semaines du Val-des-Bois » en 1896.
Jean Lerolle adhère vraisemblablement dès cette époque à la doctrine sociale de l'Église catholique, telle qu'exprimée en 1891 par Léon XIII dans son encyclique Rerum novarum, qui attire toute une génération de jeunes catholiques. Le cercle de « catholiques sociaux » animé par Henri Lorin y apporte des clarifications et approfondissements sur la légitimité du syndicalisme « non mixte » et sur la notion de « juste salaire », que Jean Lerolle a pu apprécier via les exposés hebdomadaires que Georges Goyau dispense aux jeunes parisiens de l'ACJF.
Jean Lerolle collabore à la revue Le Sillon dont il alimente la chronique sociale de 1895 à 1897. Il en est l'un des premiers membres, et membre de son comité d'initiative en 1899. Mais il prend ses distances à partir de 1904 — dans un climat de tensions croissantes entre cette revue et l'ACJF — puis met un terme à ses relations avec Marc Sangnier en 1905.

### De l'ACJF aux Semaines sociales de France
Jean Lerolle rejoint l'ACJF probablement vers 1897, au moment où Henri Bazire entend la relancer par l'action sociale. Dès le congrès de Besançon en 1898, il y présente un rapport sur la participation des catholiques aux organisations professionnelles et aux sociétés de secours mutuels. Il est élu vice-président de l'ACJF en 1901 et organise son premier congrès social à Chalon-sur-Saône en 1903, sur la question syndicale. En juin 1904, il succède à Henri Bazire comme président de l'ACJF, puis organise le pèlerinage de septembre à Rome auprès du nouveau pape Pie X.
Jean Lerolle s'affirme un président de l'ACJF très attaché à l'« action sociale », dans le droit fil du « nous sommes sociaux parce que catholiques », lancé par Henri Bazire en 1900, alors que l'ACJF assure aussi sa tâche de « défense religieuse » dans une période tumultueuse pour les catholiques français : laïcisation de l'enseignement, développements de l'affaire Dreyfus, anticléricalisme combiste, loi de séparation et inventaires.
Jean Lerolle se montre particulièrement fidèle aux orientations romaines, dans un contexte où émerge L'Action française et se développe Le Sillon. En 1905, Pie X le fait chevalier de l'ordre de Saint-Grégoire-le-Grand. En 1907, peu avant le congrès de Bordeaux de l'ACJF, Pie X lui adresse une lettre approuvant l'« action catholique » de cette association originale de laïcs, lettre que Jean Lerolle fera acclamer à ce congrès. En 1908, dans un article qu'il publie en son nom propre pour l'anniversaire de l'encyclique Rerum novarum, il insiste sur le travail de réforme sociale chrétienne, découlant de la « simple affirmation de la doctrine traditionnelle de l'Eglise » par le magistère romain, et dessine des orientations d'action « ordonnée et persévérante » pour les catholiques français, restés selon lui jusqu'à présent en retard dans cet effort.
En 1909, après trois mandats de président de l'ACJF, Jean Lerolle décide de ne pas se représenter et quitte ses responsabilités. Président honoraire, il continue de s'intéresser à la vie de l'association, notamment en participant à plusieurs de ses congrès. Il intervient en 1956 avec les autres anciens présidents pour éviter l'éclatement de l'ACJF, sans succès.

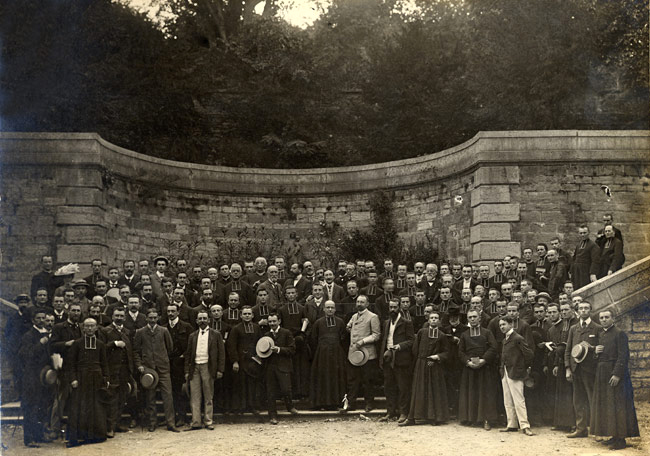
Premières Semaines sociales à Lyon en 1904.

Jean Lerolle est pressenti en 1902 par Adéodat Boissard, au nom de l'Union d'études des catholiques sociaux (UECS) — qui instituait les rencontres animées par Henri Lorin — pour contribuer à une « université d'été catholique sociale » en projet. Lorsque ce projet prend la forme en juillet 1904 des premières Semaines sociales de France, il lui donne son soutien au nom de l'ACJF. Après son retrait de l'ACJF, il s'investit fortement aux Semaines sociales : il intervient en tant que « praticien de l'action sociale » dans 15 sessions de 1910 à 1937, sur les thèmes fondamentaux du catholicisme social : relations patrons/salariés, organisation professionnelle, famille, aspects moraux de la vie économique et sociale. 
Comme Albert de Mun et les premiers animateurs des Semaines sociales, Henri Lorin et Marius Gonin, il pense que l'intervention de l'État est parfois indispensable pour réguler les rapports entre patrons et salariés. C'est pourquoi il s'engage comme eux à l'Association nationale française pour la protection légale des travailleurs (ANFPLT), entre 1907 et 1919, pour contribuer au développement d'une législation sociale avec des personnalités venues d'autres horizons. Il sera secrétaire de l'Association.
Comme Henri Bazire, Jean Lerolle s'est engagé dans une forte activité de publiciste catholique en écrivant sur de multiples sujets d'actualité des articles convaincus dans Le Peuple français puis La Libre Parole (1903-1923). Il y traite toujours les sujets chers aux catholiques sociaux, tout en dénonçant vigoureusement les fausses solutions (selon lui) de la « question sociale » que préconisent les socialistes, syndicalistes révolutionnaires, plus tard les communistes.
En 1910, à la demande du cardinal Amette, archevêque de Paris, Jean Lerolle réorganise le secrétariat social de Paris qui avait été ébauché par Joseph Zamanski en 1907, selon le vœu du comité diocésain. Il en devient président.

### Première expérience de député et Première Guerre mondiale

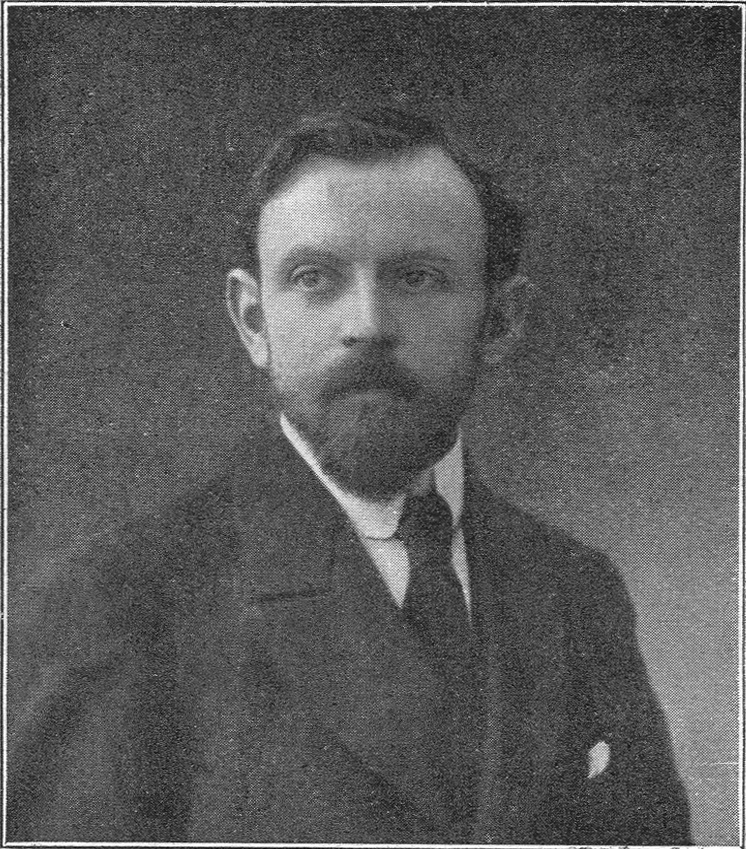
Jean Lerolle en 1912.

À l'automne 1912, à la mort de son père, il lui succède comme député de la Seine (première circonscription du septième arrondissement) et rejoint le groupe de l'Action libérale populaire ; il est réélu en 1914. Il peut alors s'investir directement dans l'amélioration de la législation sociale. De 1914 à 1919, il est membre de la commission du Travail de la Chambre des députés. Il est nommé en mars 1915 au Conseil supérieur du Travail. Jean Lerolle a ainsi plaidé en 1913 la cause des ouvrières à domicile, en lien avec leur syndicat, et contribué à l'adoption de la loi de juillet 1915 qui fixe pour la première fois un salaire minimum. Il défend la loi des huit heures par jour, qui sera adoptée en avril 1919. Il présente aussi une proposition de loi sur la réglementation des contrats collectifs (loi adoptée le 25 mars 1919) et introduit la promesse d'un statut des fonctionnaires (votée le 12 mars 1920). 
Dès 1913, Jean Lerolle propose un amendement tendant à l'institution de Conseils d'école. À partir de 1914, il est membre de la commission de l'Enseignement.
En tant que député, il se montre soucieux de la défense de la France et des intérêts français. Ainsi, en janvier 1913, il dépose avec Joseph Denais une proposition de loi « tendant à réprimer l'usurpation de la qualité de Français par des individus, des sociétés ou des produits étrangers ». Avant la fin de 1914, il dépose de même une proposition de loi conditionnant les droits politiques des naturalisés à l'acquisition d'une « mentalité vraiment française ». En juillet 1913, il vote la loi portant à trois ans le service militaire.
Dès le début de la guerre, il « salue l'aurore » du jour « de la justice et de la revanche » ; mais, entre août et octobre 1914, cette guerre lui ravit successivement ses deux jeunes frères, François puis André. Jean Lerolle devient alors tuteur de ses douze neveux et nièces, pour qui il sera toujours « l'oncle Jean ». Lui-même avait été réformé en 1893, et versé dans les « services auxiliaires », puis maintenu en congé en 1916 en tant que député.
Jean Lerolle s'est peu exprimé sur la guerre elle-même, ni sur l'Union sacrée qu'elle a suscitée. Mais vers la fin de la guerre et jusqu'au début des années 1920, il écrit de nombreux articles sur les conditions de la paix et les réparations, marqués par une profonde méfiance envers l'Allemagne (ou plutôt l'esprit prussien) et envers les partis hostiles à l'Union sacrée. Après 1919, il adhère au « Comité national d'études sociales et politiques ». Mais il défend toujours le patriotisme français, d'un point de vue catholique, tout en préconisant l'arbitrage international pour résoudre les conflits.
Pendant la guerre, Jean Lerolle appuie la création de l'hebdomadaire L'Âme française en 1917, et alimente avec Philippe de Las Cases sa Correspondance sociale jusqu'en 1920.

### Élargissement des engagements de catholique social et essais politiques
En 1919, il participe à la reprise des Semaines sociales de France avec une conférence sur Albert de Mun et son activité de député. Il entre à la commission générale des Semaines sociales et y restera jusque vers 1951.
En novembre 1919, à la demande des dirigeants de la Confédération française des travailleurs chrétiens (CFTC) qui tiennent le congrès fondateur de cette confédération, Jean Lerolle intervient auprès du cardinal Amette pour valider la formulation de la référence à la doctrine sociale chrétienne proposée dans les statuts. 
`
De nouveau candidat aux élections législatives de 1919, affilié au Bloc national, il échoue, notamment vu la complexité du nouveau mode de scrutin. Candidat en 1924 sur la liste d'Union républicaine et démocratique (en soutien à Raymond Poincaré), il échouera de nouveau devant la remontée des forces qui soutiennent le Cartel des gauches.

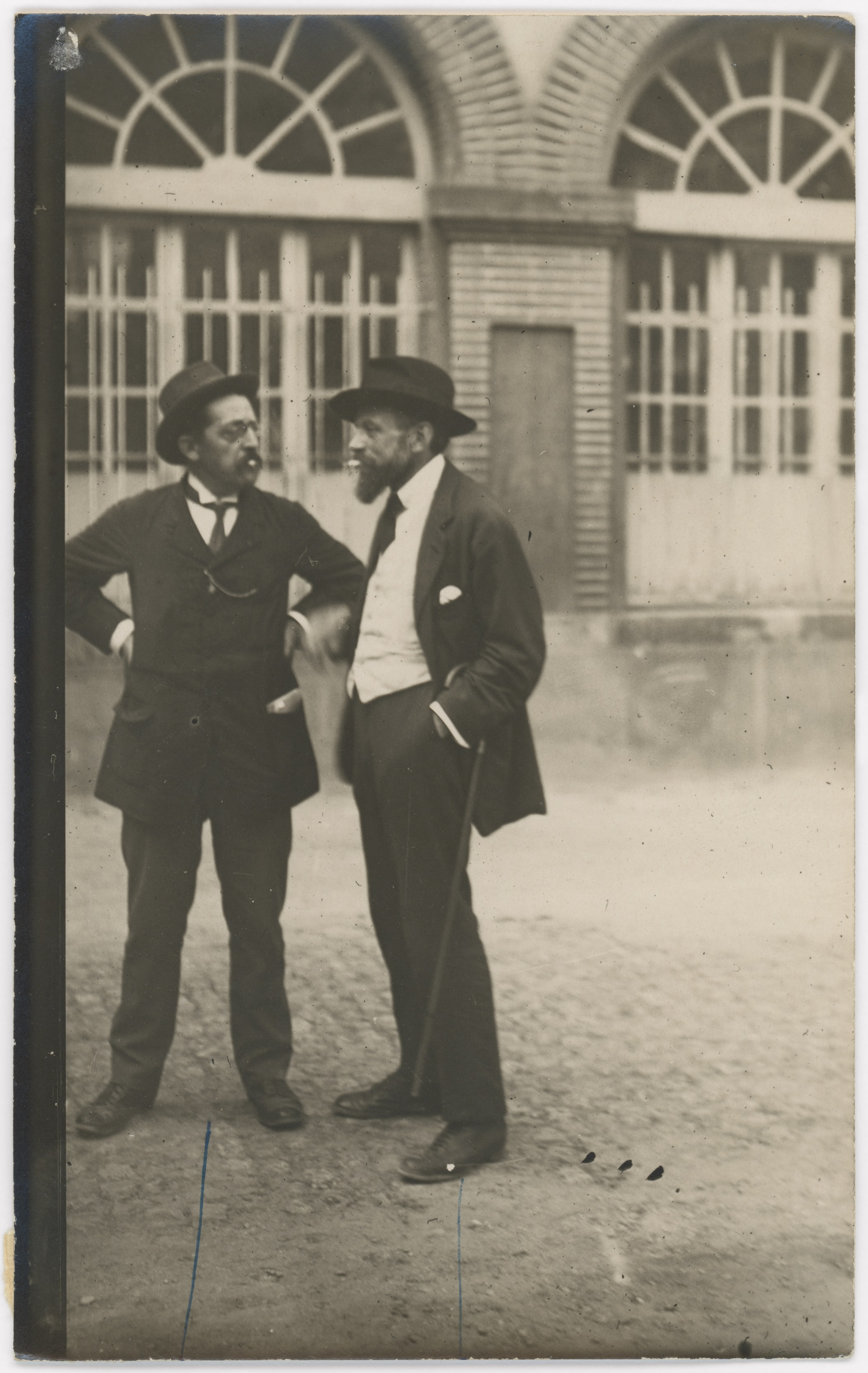
Semaines Sociales de France (sans doute Lyon, années 1930).
Archives municipales de Lyon.

Jean Lerolle reprend au lendemain de la guerre ses activités au Secrétariat social de Paris, où il est efficacement appuyé par Maurice Eblé, qu'il a appelé comme secrétaire. Le Secrétariat social développe alors tout un réseau de centres sociaux dans les arrondissements parisiens et les communes de banlieue, où Jean Lerolle multiplie les conférences. Il assurera discrètement sa présidence au moins jusqu'en 1939.
Jean Lerolle devient président de l'Union nationale des secrétariats sociaux (UNSS), dès sa création (1921) et jusqu'en 1946, là aussi avec l'appui de Maurice Eblé. Il contribue en 1920 à la renaissance de l'Union d'études des catholiques sociaux (UECS), dont il est vice-président, puis président (au moins en 1935). Il s'intéresse également, comme Georges Goyau, à la nouvelle Académie d'éducation et d'études sociales (AES), dont il est secrétaire depuis 1923, puis président en 1939 jusqu'à l'après-guerre ; il y publie un manuel de vie pratique, Famille, Travail, Épargne. Il devient secrétaire général de l'Association internationale pour le progrès social en 1926.
Jean Lerolle est nommé en 1921 professeur à l'Institut catholique de Paris / ESSEC, où il assure un cours de législation du travail jusqu'en 1944 ; il donne des cours de législation du travail dans quatre écoles d'assistantes sociales, au moins jusqu'en 1953. Il participe aussi à la section juridique du Musée social, où il présente divers rapports sur les syndicats professionnels.

### Engagement au Parti démocrate populaire
En 1924, Jean Lerolle participe à la création du Parti démocrate populaire et est élu à sa commission exécutive. Il est actif dans ce Parti jusqu'à la Seconde Guerre mondiale et expose en janvier 1930 tout un programme de « réforme du salariat ». Il s'intéresse alors à des thèmes nouveaux : l'organisation de l'économie, la charte du travail italienne, la réforme de l'État, le logement et les loisirs des classes populaires, tandis que ses interventions sur les thèmes traditionnels des catholiques sociaux sont confortées par l'encyclique Quadragesimo Anno en 1931.
Réélu député en 1928 — avec le retour du scrutin uninominal d'arrondissement —, il s'inscrit au groupe des démocrates populaires de la Chambre. De 1928 à 1932, Jean Lerolle est de nouveau membre de la commission du Travail de la Chambre (dont il est vice-président en 1929/1931). Il dépose dès 1929 une proposition de loi rendant obligatoires les Allocations familiales, élaborée en liaison avec la CFTC et Maurice Eblé ; puis il est rapporteur de la loi de 1932 qui conclut cette initiative. Inquiet des conséquences sur l'emploi des Français de la crise économique ouverte en 1929, il dépose à la Chambre en 1931 une proposition protégeant la main d'œuvre nationale ; il rapporte ensuite sur la loi débattue sur cette question, adoptée le 10 août 1932. Pendant cette législature, Jean Lerolle est membre également de la commission de l'Enseignement et des Beaux-arts ainsi que de la commission d'Assurance et de Prévoyance. Il défend en outre à plusieurs reprises le vote familial.
Jean Lerolle est réélu député en 1932, où il se présente explicitement comme démocrate populaire, en demandant à faire l'union autour d'André Tardieu. Il redevient membre de la commission du Travail (dont il est vice-président en 1934), de la commission d'Assurance et de Prévoyance sociale (idem) ainsi que de la commission de l'Enseignement et des Beaux-arts, de la commission des PTT et de la commission de la Réforme de l'État. Il participe aussi à la commission d'enquête chargée de rechercher les causes et les origines des évènements de février 1934.

### Dernières années
Jean Lerolle ne se présente pas aux élections législatives de 1936, mais soutient dans sa circonscription la candidature d'Édouard Frédéric-Dupont (Union républicaine), qui lui succède. Il s'intéresse probablement aux premières lois sociales du Front populaire via l'UECS. Après l'invasion de la France en 1940, il s'efforce de maintenir des contacts entre responsables des Semaines sociales. Dans les années d'après-guerre, il cesse ses activités aux Semaines sociales et aux autres institutions du catholicisme social et se consacre à diverses associations catholiques.
En 1953, Jean Lerolle est nommé chevalier de l'ordre national de la Légion d'honneur au titre des services rendus en tant que secrétaire de la section française de l'Association internationale pour la protection légale des travailleurs. Il choisit comme parrain Gaston Tessier, président de la CFTC.
Jean Lerolle meurt le 25 février 1962 à son domicile au 10, avenue de Villars à Paris. Son épouse meurt peu après lui.

## Distinctions
Jean Lerolle est nommé chevalier de l'ordre de Saint-Grégoire-le-Grand en 1905 et chevalier de l'ordre national de la Légion d'honneur en 1953.

## Hommage
- Rue Paul-et-Jean-Lerolle (Paris)